# Ilok
Ilok (maďarsky Újlak, srbsky v cyrilici Илок, latinsky Villacum) je nejvýchodnějším městem Chorvatska. Nachází se na břehu Dunaje a ze tří stran je obklopena srbským územím. Ve městě se nachází středověký hrad a most přes Dunaj, spojující město s druhým břehem řeky. V současné době žije v Iloku 5 072 obyvatel, v celé jeho opčině pak 6 767 obyvatel.

## Historie

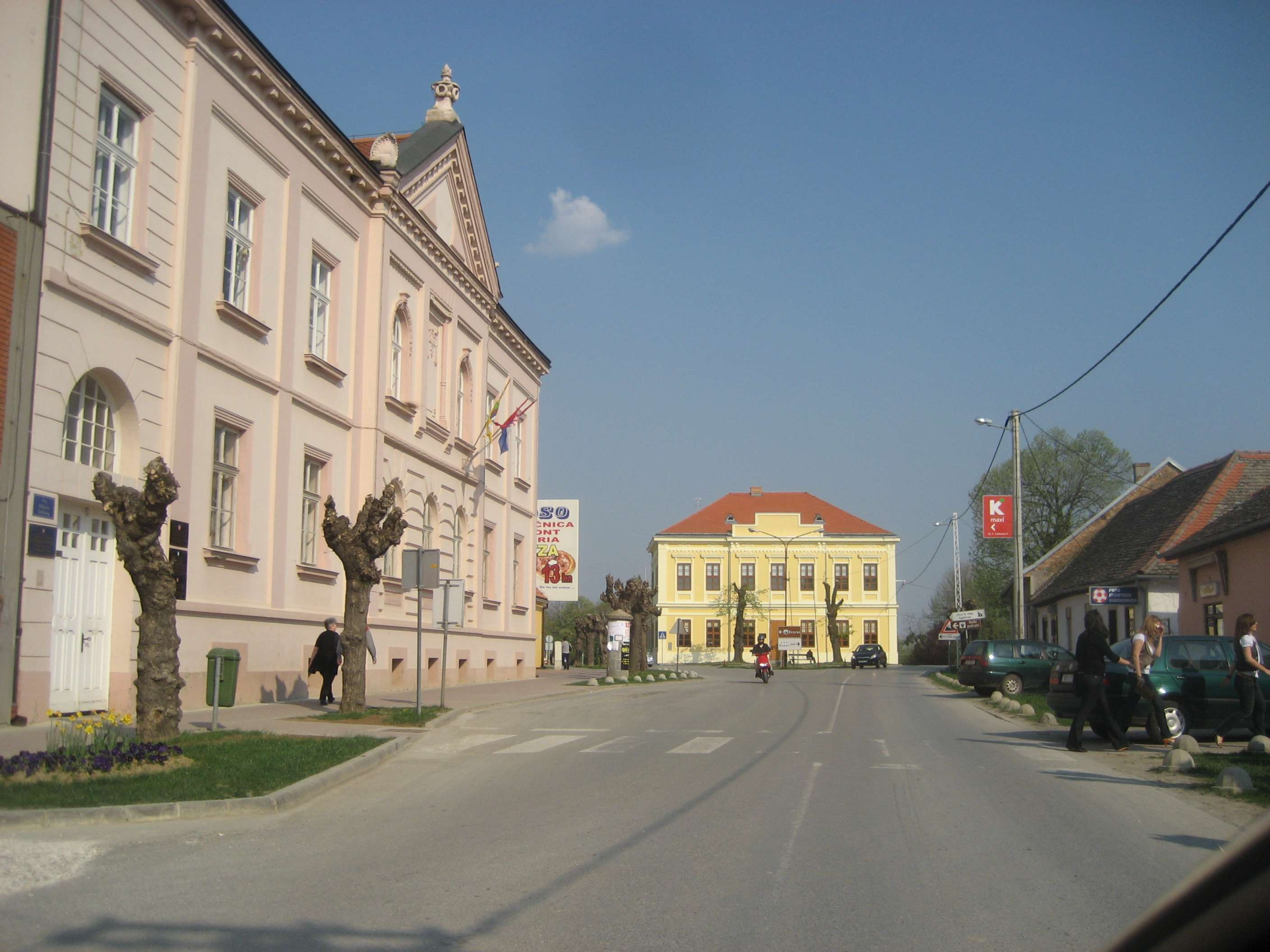
Centrum města

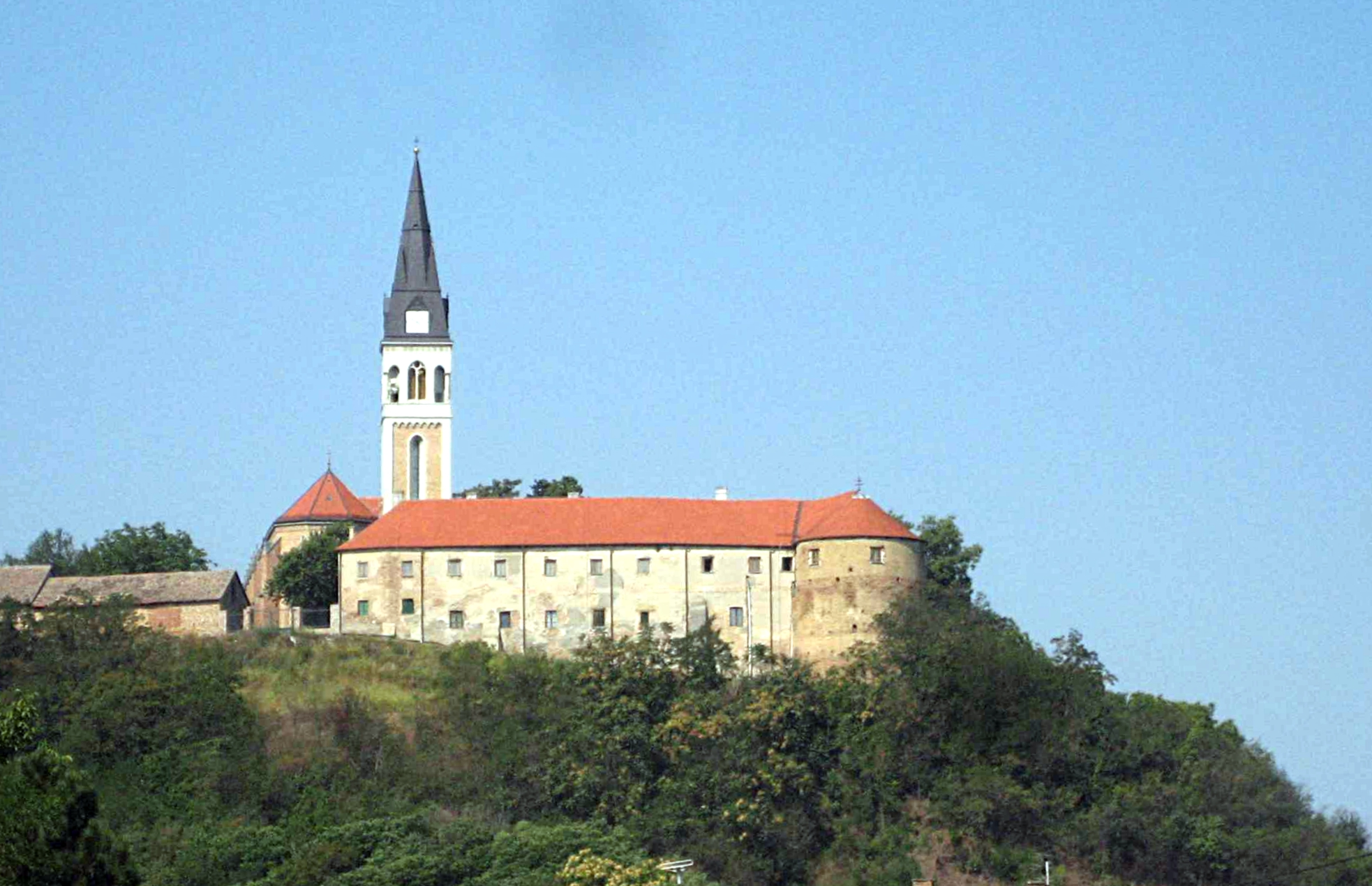
Pevnost v Iloku

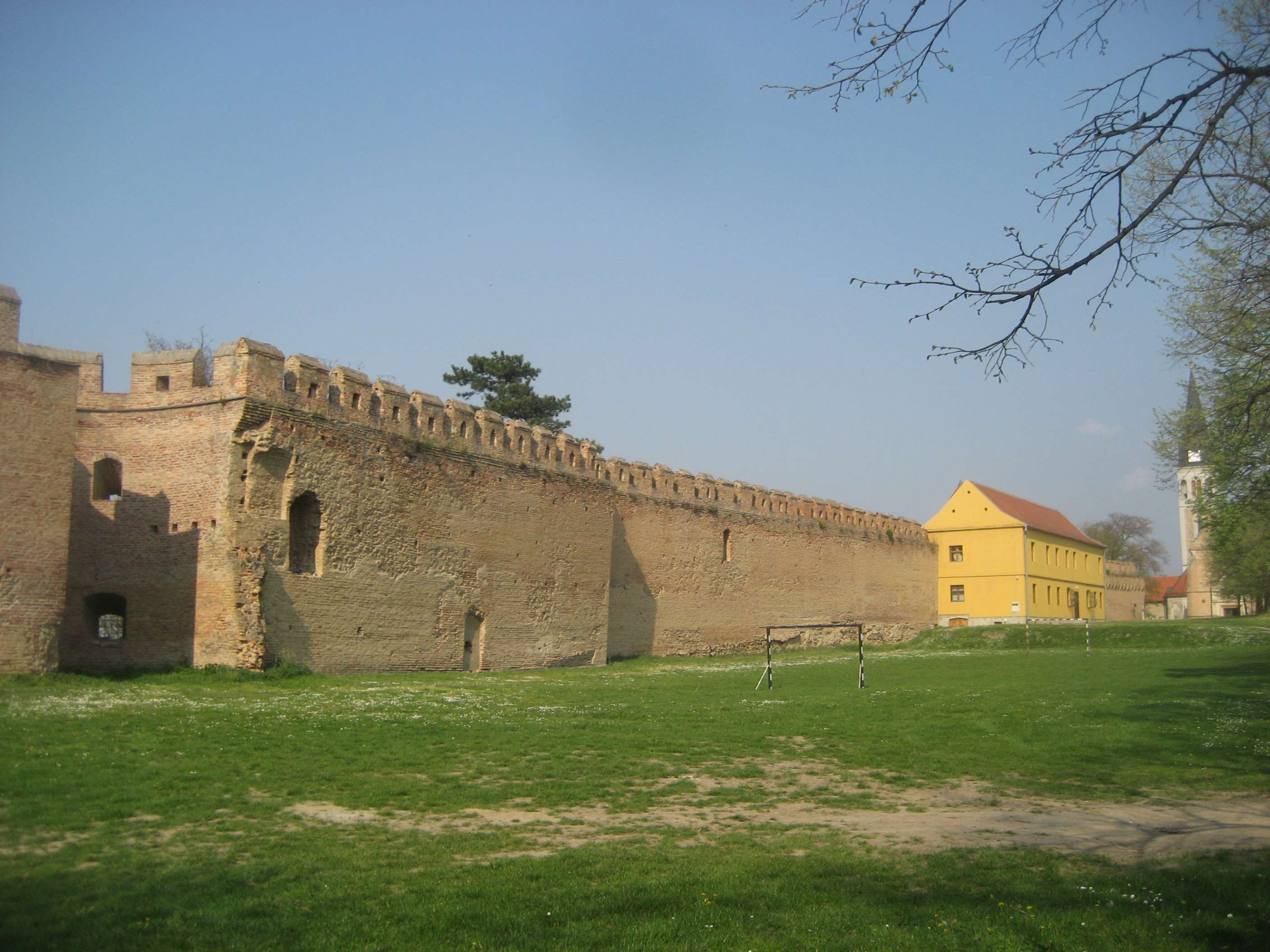
Hrad Ilok, rodové sídlo Ilockých

V roce 1349 byl vybudován na tomto místě kostel a františkánský klášter. V latinských pramenech bylo místo označováno názvem Villacum, sídlil zde biskup sremský.
V roce 1364 král Ludvík I. z Anjou daroval ilocké panství palatinovi Mikuláši I. Kontovi (byl komtúrem či priořem řádu Řitířů sv. Jana se sídlem na hradě Vrána (dnes Zadar) ze slovenského Újlaku (dnes Veľké Zálužie u Nitry), kteří se od té doby psali maďarsky "Újlakiové".
V polovině 15. století Mikuláš Ilocký (Nikola Iločki) začal s výstavbou zdejší pevnosti (dochované do dnešních dob). Důvodem bylo neustále se blížící turecké nebezpečí. Mikuláš nařídil také město obehnat hradbami. Bylo vybudováno rovněž i několik věží. Město mělo v této době několik tisíc obyvatel. Roku 1456 v Iloku skonal svatý Jan Kapistrán, katolický kněz a obratný řečník.
V roce 1526 táhlo osmanské vojsko do Uher. Útok, který byl veden z jihu, měl za jeden ze svých prvních cílů Osijek. Vojsko pod vedením Ibrahim paši obsadilo město bez jakéhokoliv odporu, protože se obránci rozhodli město opustit a čekat Turky v Moháčskem poli. Hradní kapitán Rivický (maď. Réway) se stáhl po bitvě do Bratislavy, kde (hoci evangelik, který si psal s Martinem Lutherem) působil jako strážce královského pokladu a byl pohřben pod Michalskou věží. Turecká správa města vybudovala lázně (hamam) a také několik dalších objektů jak je mausoleum (turbe, které se dochovalo dodnes). Stalo se sídlem Sremského sandžaku a sídlem místního správce. Vysoké zdi, zvedající se od břehu Dunaje až k místnímu zámku popsal ve svém cestopisu Stephan Gerlach, který cestoval z Německa do Cařihradu v roce 1573 právě přes Ilok.
V roce 1688 přišla rakouská vojska a Turci byli vyhnáni z Iloka nadobro. V roce 1697 daroval císař Leopold město spolu s některými dalšími oblastmi Sremu italské šlechtické rodině Odescalchi jako odpověď na dar papeže Inocence XI., který poskytl rakouskému císaři 336 tisíc forintů na boj proti Turkům. Prvním vlastníkem tak rozsáhlého majetku se stal Livio Odescalchi, který byl také i jedním z vojevůdců během druhého obléhání Vídně v roce 1683.
V 18. století a v první polovině století devatenáctého byl sídlem sremského podžupana, oblastním místem s vlastní správou i soudy, na trhy se sem sjížděli obchodníci z okolních rozsáhlých oblastí. V rámci znovuosídlování jižních Uher přišli do oblasti také Slováci, kterých předkové tady žily ještě před příchodem Turků, jejichž potomci žijí jak zde, tak i na srbské straně (např. v Bačce Palance, Hložanech a Báčském Petrovci) dodnes.
Po roce 1945 byly vytvořeny nové hranice, které z Iloka udělaly město na pomezí Chorvatska a Srbska. Po dlouhých diskuzích mezi jugoslávskými komunisty, zdali bude Ilok připojen k Chorvatsku či srbské Vojvodině, bylo nakonec rozhodnuto, že od 1. října 1945 bude součástí Chorvatska. Po roce 1991 a válce v Chorvatsku došlo k poklesu počtu obyvatel, neboť se město našlo na státní hranici.

## Kultura a sport
V roce 1952 bylo v Iloku zřízeno muzeum. Město má také i svojí knihovnu. Slovenská menšina má vlastní kulturní dům pojmenovaný po národním buditeli Štúrovi. V Iloku se hraje také i fotbal; místní klub nese název NK Fruškogorac.
Obec bývá také známá pod názvem Dubrovník na východě (chorvatsky Dubrovnik na istoku).